# Atomaria parviceps
Atomaria parviceps is een keversoort uit de familie harige schimmelkevers (Cryptophagidae). De wetenschappelijke naam van de soort werd in 1921 gepubliceerd door Notman.